# Aulis Koponen
Aulis Koponen (5 de abril de 1906 – 8 de março de 1978) é um futebolista finlandês.